# Will Poulter
Will Poulter (født 28. januar 1993 i Hammersmith, England) er en engelsk skuespiller. Han er mest kendt som Eustace Clarence Scrubb	i Narnia: Morgenvandrerens rejse.